# 郭同韓
郭同韓，又或稱郭東漢（곽동한，1992年4月20日—），浦項市人，韓國柔道運動員。
韓國柔道選手，韓國柔道國家隊員，體重90公斤，曾獲2016年夏季奧林匹克運動會90公斤級銅牌、2017年世界大學運動會柔道比賽90公斤級金牌。